# Poòidies
Poòidia (Pooideae) són una subfamília de les poàcies. Per alguns autors és sinònim de la tribu Avenia.
| - Grup 1: Triticodae Tribu Brachypodieae Brachypodium Tribu Bromeae Boissiera Bromus Tribu Triticeae Aegilops Agropyron Amblyopyrum Australopyrum Cockaynea Crithopsis Dasypyrum Elymus Elytrigia Eremopyrum Festucopsis Henrardia Heteranthelium Hordelymus Hordeum Hysterix Kengyilia Leymus Lophopyrum Malacurus Pascopyrum Peridictyon Psathyrostachys Pseudoroegneria Secale Sitanion Taeniatherum Thinopyrum Triticum | - Grup 2: Poodae Tribu Aveneae Agrostis Aira Airopsis Alopecurus Ammochloa Ammophila Amphibromus Ancistragrostis Aniselytron Anthoxanthum Antinoria Apera Arrhenatherum Avellinia Avena Beckmannia Calamagrostis Chaetopogon Cinna Cornucopiae Corynephorus Cyathopus Danthoniastrus Deschampsia Deyeuxia Dichelachne Dielsiochloa Echinopogon Euthryptochloa Gastridium Gaudinia Gaudiniopsis Graphephorum Helictotrichon | Hierochloe Holcus Hyalopoa Hypseochloa Koeleria Lagurus Leptagrostis Libyella Limnas Limnodea Linkagrostis Maillea Mibora Milium Nephelochloa Pentapogon Periballia Peyritschia Phalaris Phleum Pilgerochloa Polypogon Pseudarrhenatherum Pseudophleum Relchela Rhizocephalus Scribneria Sinochasea Sphenopholis Stephanachne Stilpnophleum Tovarochloa Triplachne Trisetum Vahlodea Ventenata Zingeria | Tribu Meliceae Brylkinia Catabrosa Glyceria Lycochloa Melica Pleuropogon Schizachne Streblochaete Triniochloa Tribu Poeae Agropyropsis Anthochloa Aphanelytrum Arctagrostis Arctophila Austrofestuca Bellardiochloa Briza Calosteca Castellia Catabrosella Catapodium Coleanthus Colpodium Ctenopsis Cutandia Cynosurus Dactylis Dasypoa Desmazeria Dissanthelium Dryopoa Dupontia Eremopoa Erianthecium Festuca | Festucella Gymnachne Hainardia Helleria Hookerochloa Lamarckia Leucopoa Lindbergella Littledalea Loliolum Lolium Lombardochloa Megalachne Microbriza Micropyropsis Micropyrum Narduroides Parafestuca Parapholis Phippsia Pholiurus Poa Podophorus Poidium Pseudobromus Psilurus Puccinellia Rhomboelytrum Sclerochloa Scolochloa Simplicia Sphenopus Torreyochloa Tsvelevia Vulpia Vulpiella Wangenheimia Tribu Seslerieae Echinaria Oreochloa Psilathera Sesleria Sesleriella |